# Белевич, Александр Аркадьевич
Алекса́ндр Арка́дьевич Беле́вич (род. 15 июня 1960, Рига) — советский волейболист, игрок сборной СССР (1983—1986). Чемпион Европы 1983. Чемпион СССР 1984. Нападающий. Мастер спорта международного класса (1993).
Волейболом начал заниматься в Риге. В 1977—1999 годах выступал за рижский «Радиотехник». В его составе: чемпион СССР 1984, трёхкратный серебряный (1983, 1986, 1987) и двукратный бронзовый призёр (1982, 1990) чемпионатов СССР. В 1990—2000 играл в клубах Германии и Бельгии.
В составе сборной Латвийской ССР в 1983 году стал чемпионом Спартакиады народов СССР.
В сборной СССР в официальных соревнованиях выступал в 1983—1986 годах. В её составе: серебряный призёр чемпионата мира 1986, чемпион Европы 1983, победитель Игр доброй воли 1986.
В настоящее время проживает в городе Тонгерло (Бельгия).